# Stationsweg (Baarn)
De Stationsweg is een straat in Baarn in de Nederlandse provincie Utrecht. 
De Stationsweg loopt van het Stationsplein bij het NS-treinstation naar de Baarnse Brink. In het zuidelijke deel bij het station staan nieuwere landhuizen en het appartementen gebouw Sonnewende met 36 appartementen op een plek waar in het verleden twee villa's stonden.   Het oudere noordelijke deel tussen de Leestraat en Oranjepark is afgesloten voor autoverkeer. Het heette vroeger Achter de Kerk en loopt langs villa Quatre Bras op nummer 24 en de Pekingtuin met tot rijksmonument bestempelde koetshuis op nummer 43-45,  